# Wólka Wysoka (wieś)
Wólka Wysoka – wieś w Polsce, położona w województwie mazowieckim, w powiecie gostynińskim, w gminie Sanniki.
Administracyjnie wchodzi w skład sołectwa Wólka. W 2023 sołectwo liczyło 303 mieszkańców.
W latach 1975–1998 miejscowość administracyjnie należała do województwa płockiego.